# Ermarco di Mitilene
Ermarco di Mitilene (in greco antico: Ἕρμαρχoς?, Hérmarchos; IV secolo a.C. – III secolo a.C.) è stato un filosofo epicureo greco antico.

## Biografia
Ermarco, come scrive Diogene Laerzio, nacque a Mitilene da Agemorto; poiché apparteneva a una famiglia di modeste condizioni, da giovane esercitò l'arte della retorica. In occasione di un soggiorno di Epicuro a Mitilene, Ermarco lo conobbe e divenne suo discepolo intorno all'anno 310 a.C. quando trentenne aveva forse la stessa età del suo maestro, che lo invitò per lettera a seguirlo ad Atene quando fondò la scuola del Giardino nel 306 a.C.:

Un vivo affetto reciproco legava Ermarco e Epicuro che fu assistito sino alla morte dal suo discepolo, che ne avvolse il cadavere nel sudario. Testimonianza di questo sentimento è il Testamento di Epicuro a beneficio di Ermarco (che il maestro chiamava "colui che insieme con me è invecchiato nella filosofia") al quale fu affidata la direzione della scuola e della biblioteca:
Lo stesso Diogene Laerzio racconta che Ermarco morì per una paralisi e che gli successe come scolarca Polistrato.
Da questi dati emerge l'importanza della figura filosofica di Ermarco che, ad esempio, nel pensiero di Cicerone, che lo cita negli Academica, appare come strettamente associato ad Epicuro.

## Opere e pensiero
Diogene Laerzio riporta i seguenti titoli delle opere di Ermarcoː Contro Empedocle (Πρὸς Ἐμπεδoκλέα), in 22 libri; Sulle scienze (Περὶ των μαθημάτων); Contro Platone (Πρὸς Πλάτωνα); Contro Aristotele (Πρὸς Ἀριστoτέλην). DI esse ci sono rimasti i soli titoli e alcuni frammenti. Proprio studiando i frammenti di Ermarco, Francesca Longo Auricchio sostiene che sia stato giudicato una figura di secondo piano a causa di una considerazione di Seneca secondo il quale «Epicuro ha operato, per così dire, una classificazione dei caratteri dei discepoli che tendono alla verità. Metrodoro e Ermarco devono essere entrambi guidati nel cammino verso la sapienza, ma Ermarco ha bisogno di un sostegno maggiore. Tuttavia ambedue raggiungono il fine, e Epicuro, che si rallegra con Metrodoro, ammette che la sua ammirazione va in misura maggiore a Ermarco, perché maggiore è stato il suo impegno nella pratica della filosofia.»
L'affinità di Ermarco con il pensiero del maestro si riscontra anche nel tema degli dei: